# Бавария
Свободна държава Бавария (на немски: Freistaat Bayern, произношение ['fraɪʃtaːt 'baɪ.ɐn]) или само Бавария е една от шестнадесетте федерални провинции на Германия. Има население от 12,5 милиона жители и е най-голямата по площ германска провинция – площта ѝ е 70 551 km². Столица на провинцията е Мюнхен.

## История
На 7 ноември 1918 г. над 100 000 души демонстрират в Мюнхен срещу управлението на кралство Бавария, вследствие на което кралят, Лудвиг III, освобождава държавните служители от клетвата им за вярност и бяга в Австрия. Курт Айзнер сформира осемчленно правителство и застава начело на така новосформираната свободна република Бавария (Freistaat).
На изборите за парламент (Ландтаг, Landtag) от 12 януари 1919 г. Баварската народна партия (BVP) печели 66 места, германската социалдемократична партия – 61 места, либералите – 25, Селският съюз – 16, а независимите социалисти на Айзнер – едва три места. Айзнер е убит на 21 февруари 1919 г. на път за Ландтага, където има намерение да си подаде оставката. Убийството му води до двумесечно насилие и хаос в цялата страна. Ландтагът се премества в Бамберг, а на 7 април в Мюнхен е създадено контраправителство начело с Йоханес Хофман. За кратко е създадена Баварската съветска република.
През януари 1923 г. Франция окупира Рурската област. Това води до огромна финансова, политическа и морална криза в цяла Германия. Инфлацията срива стойността на германската марка почти до нулата.
На изборите през декември 1924 г. националгерманците печелят 20,4% от гласовете, коалицията с участие на националсоциалистическата германска работническа партия – 6,5%. През май 1928 г. – 2,6%.
Между 1930 и 1933 г. резултатите на националсоциалистите в Бавария и Мюнхен винаги са по-ниски от тези за страната. След като Адолф Хитлер става канцлер на Германия, контролът над Бавария е поет от националсоциалистическата партия.
След Втората световна война два милиона бежанци (един милион судетски немци, 500 000 силезийци и 500 000 германци от Централна и Източна Европа) търсят убежище в Бавария. Американците, които са окупирали провинцията, назначават за министър-председател на провинцията Фриц Шефер, който е препоръчан от католическия кардинал Фаулхабер. Той е свален на 28 септември 1946 г., поради това, че не работи за денацификацията на провинцията. Започвайки от 1947 г. обаче бившите нацистки ръководители се връщат поетапно по местата си в западногерманското общество. Постепенно се съживяват и политическите партии, появява се и новият Християнсоциален съюз.
През 1945 г. започва издаването на вестник „Зюддойче цайтунг“, който бързо се превръща в авторитетен международен вестник. Баварското радио започва да излъчва на 25 януари 1949 г.
След разделянето на Германия през 1949 г. влиянието на Бавария над Федерална република Германия е силно. Същевременно провинцията се превръща от селскостопански във водещ в промишлеността и технологиите регион.

## География
Бавария граничи с провинциите Баден-Вюртемберг, Хесен, Тюрингия и Саксония. Също така с държавите Чехия и Австрия, и на юг – с Боденското езеро.
Две големи реки текат през провинцията: Дунав и Майн. Баварските Алпи формират границата ѝ с Австрия. В тях се намира най-високият връх в Германия – Цугшпице. Северно от тях, до течението на река Дунав, е разположено Баварското плато.

## Население
Населението на Бавария е 12 519 728 жители (6 088 805 мъже и 6 355 088 жени) на 12 декември 2007 г. Гъстотата му е 177,5 жители на km². През 2013 г. 2,36 млн. души са с чуждестранен произход. 3,8% от хората участват в неправителствени организации с идеална цел.
15,5% от населението е на възраст до 15 години, 68,0% – между 15 и 65 години и 16,5% над 65 години.

### Големи градове
Таблицата показва населението на градовете с над 100 хил. жители към 31 декември 2007 г.
| Град       | Население |
| ---------- | --------- |
| Мюнхен     | 1 311 573 |
| Нюрнберг   | 503 110   |
| Аугсбург   | 269 992   |
| Вюрцбург   | 135 212   |
| Регенсбург | 132 495   |
| Инголщат   | 123 055   |
| Фюрт       | 114 130   |
| Ерланген   | 104 650   |

### Религия
67,2% от населението са католици, 24,1% – протестанти и 3,6% – други.

### Чужденци
Брой и произход на част от чужденците в Бавария през 2024 г.:
| Страна              | Численост |
| Румъния             | 211 710   |
| Турция              | 201 190   |
| Украйна             | 198 835   |
| Хърватия            | 133 225   |
| Полша               | 116 105   |
| Италия              | 108 570   |
| Австрия             | 83 360    |
| Унгария             | 77 770    |
| Босна и Херцеговина | 77 260    |
| Гърция              | 76 115    |
| Косово              | 76 030    |
| България            | 66 810    |
| Афганистан          | 61 555    |
| Индия               | 58 435    |
| Русия               | 47 565    |
| Сърбия              | 40 225    |
| Ирак                | 34 350    |
| Китай               | 31 775    |
| Испания             | 28 200    |

## Административно деление

### Региони
Провинция Бавария се състои от седем региона (Regierungsbezirke).
1. Горна Франкония (Oberfranken)
2. Средна Франкония (Mittelfranken)
3. Долна Франкония (Unterfranken)
4. Швабия (Schwaben)
5. Горен Пфалц (Oberpfalz)
6. Горна Бавария (Oberbayern)
7. Долна Бавария (Niederbayern)

Тези административни региони се делят на 71 окръга (Landkreise) и на 25 самостоятелни града (kreisfreie Städte).

### Окръзи и самостоятелни градове

#### Окръзи
| 1. Айхах-Фрайдберг 2. Алтьотинг 3. Амберг-Зулзбах 4. Ансбах 5. Ашафенбург 6. Аугсбург 7. Бад Кисинген 8. Бад Тьолц-Волфратсхаузен 9. Бамберг 10. Байройт 11. Берхтесгаденерланд 12. Кам 13. Кобург 14. Дахау 15. Дегендорф 16. Дилинген 17. Динголфинг-Ландау 18. Донау-Райс 19. Еберсберг 20. Айхщат 21. Ердринг 22. Ерланген-Хьохщат 23. Форхайм 24. Фрайзинг | 1. Фрайунг-Графенау 2. Фюрщенфелдбрук 3. Фюрт 4. Гармиш-Партенкирхен 5. Гюнцбург 6. Хасберге 7. Хоф 8. Келхайм 9. Китцинген 10. Кронах 11. Кулмбах 12. Ландсберг 13. Ландсхут 14. Лихтенфелс 15. Линдау 16. Майн-Шпесарт 17. Майсбах 18. Милтенберг 19. Мюлдорф 20. Мюнхен 21. Нойбург-Шробенхаузен 22. Ноймарк 23. Нойщат-Бад Виндсхайм 24. Нойщат | 1. Ной-Улм 2. Нюрнберг 3. Обералгау 4. Осталгау 5. Пасау 6. Пфафенхофен 7. Реген 8. Регенсбург 9. Рьон-Грабфелд 10. Розенхайм 11. Рот 12. Ротал-Ин 13. Швандорф 14. Швайнфурт 15. Щарнберг 16. Щраубинг-Боген 17. Тиршенройт 18. Траунщайн 19. Унтералгау 20. Вайлхайм-Шонгау 21. Вайзенбург-Гунзенхаузен 22. Вунзидел 23. Вюрцбург |

#### Самостоятелни градове
| 1. Амберг 2. Ансбах 3. Ашафенбург 4. Аугсбург 5. Бамберг 6. Байройт 7. Кобург 8. Ерланген 9. Фюрт | 1. Хоф 2. Инголщат 3. Кауфбойрен 4. Кемптен 5. Ландсхут 6. Меминген 7. Мюнхен 8. Нюрнберг 9. Пасау | 1. Регенсбург 2. Розенхайм 3. Швабах 4. Швайнфурт 5. Щраубинг 6. Вайден 7. Вюрцбург |

## Икономика
Бавария е една от най-богатите провинции в Германия, превърнала се в последните десетилетия от аграрна в технологична провинция. Въпреки това икономиката е неравномерно развита в отделните райони, като регионите на Мюнхен (Горна Бавария), Нюрнберг (Долна Франкония) и региона на Регенсбург са икономически силно развити, докато други, като Горна Франкония могат да се квалифицират като селскостопански и изостанали. В Инголщат и Мюнхен се произвеждат две от най-известните автомобилни марки – Ауди и БМВ, които са се превърнали в символ на немското качество.
През 2011 г. безработицата в Бавария е 3,8% (7,1% в цяла Германия).

## Политика
Бавария има еднокамерен парламент (Ландтаг, Landtag), който се избира с гласуване. Парламентът избира министър-председател на федералната провинция с петгодишен (от 1998 г.) мандат, който избира членове на правителството, които биват утвърдени от парламента. Министър-председателят не може да бъде свален посредством вот на недоверие, но може да напусне по собствено желание по всяко време. Кандидатите за министър-председател трябва да имат право да гласуват на избори за баварско управление и да са навършили 40-годишна възраст.
До декември 1999 г. има сенат, чиито членове се избират от обществените и икономически слоеве в Бавария, но след референдум през 1998 г. тази институция е премахната.
Бавария дълго време е бастион на консервативната политика в Германия, а Християнсоциалния съюз (ХСС) е на власт от 1946 година. Всеки премиер от 1957 насам е бил член на тази политическа партия. От 1966 до 2008 г. ХСС управлява еднолично. През 1962 г. ХСС печели 62,1% от гласовете.
Двамата най-значими министър-председатели на Бавария са Алфонс Гопел, управлявал от 1962 до 1978 г. и Франц Йозеф Щраус, управлявал от 1978 до смъртта си през 1988 г.
През 1995 г. баварците решават да въведат пряка демокрация на местно ниво след референдум, иницииран от асоциация, наречена Mehr Demokratie (Повече демокрация). През 1997 г. баварският Върховен съд стопира тези промени. Въпреки всичко Бавария има най-напредничавата локална пряка демокрация в Германия.
На изборите през 2003 г. ХСС печели повече от две трети от местата в баварския парламент. Нито една партия от следвоенна Германия не е постигнала това.
От историческа гледна точка Бавария е една от най-либералните германски държави, до анекса на областите Швабия и Франкония през 1814/15 на Виенския конгрес.
Кралство Бавария и Княжество Баден са първите германски държави, които имат конституции още в началото на 19 век.

### Министър-председатели след 1945 г.
Този списък включва всички министър-председатели на Бавария от 1945 до 2018 г.
- Маркус Зьодер (2018 – )
- Хорст Зеехофер (2008 – 2018)
- Гюнтер Бекщайн (2007 – 2008)
- Едмунд Щойбер (1993 – 2007)
- Макс Щрайбъл (1988 – 1993)
- Франц Йозеф Щраус (1978 – 1988)
- Алфонс Гопел (1962 – 1978)
- Ханс Зайдел (1957 – 1960)
- Ханс Ехард (1946 – 1954 и 1960 – 1962)
- Вилхелм Хьогнер (1945 – 1946 и 1954 – 1957)
- Фриц Шефер (1945)

## Образование и наука
През зимния семестър 2010/11 в баварски университети учат 287 432 студенти, от които 59 813 започващи обучението си. За десетте години преди това броят на студентите се е увеличил със 74 131 (34,8%). Седем от десет студенти са баварци, а всеки девети – чужденец. 48,9% от обучаващите се и 49,9% от започващите обучението си са жени.
Към 2013 г. правителството на Бавария инвестира 6 млрд. евро годишно в университети и научни институции като институтите Макс Планк и Фраунхофер и центровете Хелмхолц.
Към 2013 г. инвестициите на правителството в образование са 33,9 млрд. евро, което представлява повече от една трета от годишния бюджет.

## Култура
Към 2013 г. правителството на Бавария инвестира 630 млн. евро годишно в театър, музеи, модерно изкуство, библиотеки, защита на исторически обекти и други.